# Hydra (fumetto)
L'Hydra (talvolta reso graficamente HYDRA), è un'organizzazione terroristica fittizia che compare nei fumetti statunitensi pubblicati da Marvel Comics, creata da Stan Lee e dal disegnatore Jack Kirby. Esordì nella testata antologica Strange Tales n. 135 (agosto 1965).
Spietata organizzazione criminale e acerrima nemica dello S.H.I.E.L.D. fondata durante la seconda guerra mondiale e determinata a conquistare il mondo tramite attività terroristiche e sovversive su vari fronti al fine di istituire un Nuovo ordine mondiale di stampo nazista. Nel corso della sua vita editoriale l'Hydra ha collaborato con diversi supercriminali e dato origine, tramite la scissione di alcune sue branche, a organizzazioni indipendenti quali l'A.I.M. e l'Impero Segreto, entrambe comunque sue affiliate.
Nonostante il nome sia generalmente indicato in caratteri maiuscoli, non è un acronimo ma un riferimento alla mitologica Idra di Lerna, come indicato anche dalla versione estesa del loro motto, che recita: «Taglia una testa, altre due prenderanno il suo posto» ("Cut off a head, two more will take its place").

## Storia editoriale
L'Hydra esordisce su Strange Tales n. 135, edito nell'agosto 1965, come una società segreta fondata e diretta da un anonimo uomo d'affari miliardario e, originariamente, il suo ruolo avrebbe dovuto esaurirsi sei numeri dopo, nel febbraio 1966, quando, sulle pagine di Strange Tales n. 141, il suo leader viene smascherato come Arnold Brown e ucciso in uno scontro con lo S.H.I.E.L.D. che, apparentemente, distrugge l'organizzazione. Non molto tempo dopo, tuttavia, l'Hydra ricompare e le sue origini vengono alterate rivelando sia nata durante la seconda guerra mondiale ad opera del Barone Strucker con il supporto del Teschio Rosso, evento che segna una delle prime manovre di ret-con dell'Universo Marvel.
Stranamente, l'inno recitato dagli agenti dell'Hydra su Strange Tales n. 135, risulta leggerermente diverso da quello divenuto celebre e adottato in tutte le successive versioni, in quanto anziché "head" ("testa") viene detto "limb" ("zampa"):
Nel maggio 1973, sul terzo numero della rivista Crypt of Shadows, viene ristampata una storia dell'editore Atlas Comics tratta da Menace n. 10 e datata marzo 1954, con una modifica nei dialoghi che ha portato a credere erroneamente tale pubblicazione fosse la prima menzione dell'Hydra, dato che nella ristampa l'agente segreto che avvicina il dottore protagonista del racconto per comprare da lui una bomba al cobalto, anziché dichiararsi parte di un'imprecisata organizzazione anti-governativa come nell'edizione originale, si dichiara un membro dell'Hydra.

## Storia fittizia
L'antesignana dell'Hydra fu una società segreta originatasi nell'antico Egitto dopo aver respinto un'invasione aliena e che fece poi perdere ogni traccia di sé durante il Rinascimento per rimanere nell'ombra fino allo scoppio della seconda guerra mondiale quando, approfittando del clima politico, un gruppo di giapponesi ultranazionalisti ne assunse il controllo, formando un'alleanza con la setta ninja della Mano nella speranza di rovesciare l'Impero giapponese instaurando un regime anticomunista; tuttavia il barone Strucker, rifugiatosi in Giappone in quanto condannato a morte dalla Gestapo per i suoi fallimenti, assassina il loro leader prendendone il posto e facendo spostare le operazioni su un'isola del Pacifico, aumentandone le ricchezze tramite il suo bottino nazista e altre razzie, incrementandone il livello tecnologico uccidendo e derubando una razza extraterrestre e plagiandola sulla base degli ideali nazisti e indirizzandola verso l'obbiettivo del dominio del mondo arrivando così a fondare l'Hydra.
Per decenni Strucker ha gestito l'Hydra da dietro le quinte tramite la facciata di Arnold Brown, presidente delle Imperial Industries, usato come leader fantoccio dell'organizzazione, che nel frattempo inizia a scontrarsi sempre più assiduamente con lo S.H.I.E.L.D. e il suo direttore Nick Fury (vecchio nemico di Strucker) il quale riesce a smascherare Brown, uccidendolo e portando all'apparente scioglimento dell'organizzazione, che tuttavia tempo dopo ritorna a colpire l'agenzia d'intelligence portando a un secondo scontro in cui l'ex-gerarca nazista viene scoperto come vero leader dell'organizzazione e, apparentemente, ucciso. Nonostante ciò, l'Hydra torna a colpire e, sotto la guida di Madame Hydra, organizza un agguato a Capitan America riuscendo, apparentemente, a ucciderlo, sebbene poi, durante il funerale, questi riveli di essere sopravvissuto e riesca a impedire alla donna e ai suoi agenti di catturare i Vendicatori, Nick Fury e Sharon Carter. Inoltre, varie fazioni differenti si organizzano, attaccando separatamente, sia tramite agenti normali che dotati di superpoteri, il governo statunitense, sempre senza successo, e la stessa Donna Ragno (Jessica Drew) inizia a lavorare con loro facendo il triplo gioco con S.H.I.E.L.D. e Vendicatori. Dopo che il Teschio Rosso resuscita Strucker, questi riassume il controllo dell'organizzazione.
Successivamente l'Hydra stringe un'alleanza con la Mano per uccidere vari supereroi resuscitandoli tramite un processo mistico che li renda assassini ai loro ordini, riuscendo, come prima mossa a fare il lavaggio del cervello a Wolverine, che tuttavia riesce infine a ritornare in sé e, grazie all'aiuto di Elektra, vanifica i loro piani e uccide Gorgon, usurpatore del ruolo di Strucker che ha, apparentemente, assassinato. A colmare il vuoto lasciato ai vertici dell'organizzazione è Edgar Lascombe, che si mette alla guida di un manipolo di quattro cloni di supereroi (Iron Man, Capitan America, Thor e Occhio di Falco) per assaltare l'immensa falda acquifera di Ogallala venendo tuttavia fermato dall'Uomo Ragno e dai Nuovi Vendicatori. Poco dopo una sottosezione dell'Hydra contatta la terza Vedova Nera, l'ex-spia russa Yelena Belova modificandola geneticamente per trasformarla in un Super-Adattoide e inviarla contro i Nuovi Vendicatori.
Durante la guerra civile dei superumani, approfittando dei disordini nella comunità supereroistica, l'Hydra offre a Jessica Drew la leadership dell'organizzazione, ma questa si rifiuta unendosi alla fazione anti-registrazione di Capitan America, quando si scopre che la supereroina è in realtà stata precedentemente sostituita da un'agente Skrull (addirittura la regina Veranke) in vista della loro invasione segreta, il vuoto di potere venutosi nuovamente a creare ai vertici dell'Hydra peggiora notevolmente e, approfittando di ciò, il giovane membro dell'Iniziativa Hardball, segretamente affiliato all'organizzazione, ne assume il comando con un colpo di Stato uccidendo il solo membro di alto rango ancora in vita, Arthur Woodman, di fronte ai suoi uomini; la sua leadership ha tuttavia breve durata in quanto, poco dopo, viene arrestato e imprigionato nella Zona Negativa.
Strucker, fatto intanto ritorno dopo un lungo periodo passato nell'ombra, riassume il controllo dell'Hydra si allea con l'H.A.M.M.E.R. dando luogo ad una violenta guerra spionistica con Leviathan e i Secret Warriors, che ne escono vincitori sgominando entrambe le organizzazioni terroristiche mentre Fury si occupa personalmente di assassinare Strucker. In seguito è nuovamente Madame Hydra a prendere le redini dell'organizzazione entrando alle dipendenze dell'H.A.M.M.E.R. fino alla caduta di Norman Osborn, dopodiché si appropria dei suoi uomini e delle sue risorse ristabilendo la forza dell'organizzazione.

## Struttura
Gli agenti dell'Hydra sono suddivisi in una scala gerarchica che va da semplice agente fino a Supremo Hydra, per gli uomini, e Madame Hydra, per le donne. Il massimo organo di comando dell'organizzazione è il Consiglio dell'Hydra, mentre il suo supremo leader e fondatore è il Barone Strucker. Oltre a comuni esseri umani, l'Hydra si compone anche da numerosi individui con superpoteri, esegue spesso esperimenti genetici sui suoi stessi agenti per potenziarli e collabora di frequente con supercriminali o altre organizzazioni criminose.
La divisa caratteristica dei membri dell'Hydra è una tuta verde, con due bande e una cintura gialle che formano una vistosa "H" sul torace, e una maschera verde con lenti rosse che lascia scoperti solo bocca e mento. Il loro grido di battaglia nonché saluto tipico (ispirato all'Hitlergruß) si esegue sollevando entrambe le braccia ed esclamando: «Heil Hydra!» (in tedesco: "Viva l'Hydra").
I soli requisiti richiesti per diventare un membro dell'Hydra sono essere un adulto consenziente disposto a sottomettersi a un esame approfondito della storia personale da parte del richiedente e a giurare di rimanere fedele fino alla morte all'organizzazione e ai suoi principi. Pur servendosi spesso di isole e strutture volanti, come quartier generali, l'Hydra, agendo su scala mondiale, dispone di una vasta quantità di basi in tutto il mondo, inoltre, sotto il loro controllo hanno varie armi viventi create biogeneticamente e note come "Predatori X".
Secondo i file scoperti da Nick Fury, l'Hydra è suddivisa in quattro settori indipendenti:
Corporazioni internazionali: (imprese create utilizzando un business legittimo per mascherare attività illecite).
Attività governative (individui insospettabili posti sotto copertura in seno ai governi degli stati, essi sono considerati risorse a lungo termine che traggono vantaggio politico ed economico).
Gruppi criminali globali (organizzazioni sussidiarie create per obiettivi a breve termine, utilizzate anche per deviare gli interessi indesiderati della comunità mondiale).
Raccolta Informazioni (S.H.I.E.L.D. e tutte le risorse sottostanti) l'Hydra considera lo S.H.I.E.L.D. come la sua "risorsa di intelligence proattiva più preziosa" mentre le sue risorse governative includono il dipartimento del tesoro statunitense, l'FBI e l'NSA il servizio di sicurezza canadese, il GRU e l'SVR della Russia.

## Membri

### Consiglio dell'Hydra
Il Consiglio dell'Hydra è formato da sei individui:
- Barone Wolfgang von Strucker
- Ophelia Sarkissian (Madame Hydra/Viper)
- Contessa Valentina Allegra de la Fontaine (Madame Hydra VI)
- Hive
- Tomi Shishido (Gorgon)
- Daniel Whitehall (Kraken)
- Alexander Pierce

### Agenti
- Johann Schmidt / Teschio Rosso (Fondatore della divisione scientifica segreta nazista)
- Akiniko
- John Allen Adams
- Matthew Banham (Jackhammer)
- Batrel
- Alizon Baunacha (Pyre)
- Kalee Batrei
- Gregory Belial
- Dr. Donald Birch
- Carmilla Black (Scorpione)
- Bob, Agente dell'Hydra
- Roger Brokeridge (Hardball)
- Dennis Bronskon
- Arnold Brown - Supremo Hydra
- Laura Brown
- Bruiser
- Elsie Carson
- Tyrannus Cordin (Garrotte)
- Dakini
- William Darvin
- Alan Desmond
- Ms. Diaz
- Jessica Drew (Donna Ragno)
- Jonathan Drew
- Merriem Drew
- Norbert Ebersol (Fixer)
- Horst Eisele
- Tito Falcon
- Lord John Falsworth (Barone Sangue)
- Fantasma dello spazio
- Dr. Johann Fennhoff (Dottor Faustus)
- Ms. Fischer
- Ms. Fisher
- Richard Fisk - Supremo Hydra
- Wilson Fisk (Kingpin)
- George Fistal
- Marvin Flumm (Mentallo)
- Edward Forsyth (Bull's Eye)
- Vincente Fortunato
- Whitney Frost (Madame Masque)
- Jake Fury (Scorpio)
- Jasmine Gaboj (Madame Jasmine)
- Dr. Nikolaus Geist
- Grace (Hydra Queen)
- Keniuchio Harada (Silver Samurai)
- Shingen Harada (Silver Samurai)
- Rupert Helona (Innards)
- Katrina Luisa Van Horn (Man-Killer)
- Tod Kaufman
- Elliot Kohl
- Karl Kraus
- Melanie Kraus
- Jared Kurtz
- Comandante Kraken
- Edgar Lascombe - Supremo Hydra
- Sidney "Gaffer" Levine
- Dr. Locke
- Madam Worm
- Joseph Manfredi (Blackwing)
- Silvio Manfredi (Silvermane) - Supremo Hydra
- Tony Masters (Taskmaster)
- George Moorek
- Michael Morbius (Morbius)
- Numero 72
- Bob Oppenheim
- Nicos Pelletier (Guillotine)
- Violet Pinkerton (Violence)
- Josef Pohlmann (Malpractice)
- Ayla Ranefer (Rotwrap)
- Richard (Codename: Brabo)
- Ramon de Rico (El Jaguar)
- Robert Rickard
- Joe Robards
- Cassandra Romulus
- Antonio Rodriguez (Armadillo)
- Brock Rumlow (Crossbones)
- Erik Saltz
- Ralph Sanzetti
- Sinthea Schmidt (Sin)
- Erik Selvig
- Dmitri Smerdyakov (Camaleonte)
- Sn'Tlo (Sensational Hydra)
- Shoji Soma
- Jarno Sprague (Knockabout)
- Molly Stiles
- Carl Striklan (Crippler)
- Andrea von Strucker
- Andreas von Strucker
- Elsbeth von Strucker
- Werner von Strucker
- Leopold Stryke (Anguilla)
- Betty Swanson
- Ron Takimoto
- Trojak
- Alexei Vazhin
- Conte Otto Vermis - Supremo Hydra
- Volpe d'Argento
- Grant Ward
- Seth Waters
- Eric Williams (Sinistro Mietitore)
- James Winderfield
- Nancy Winderfield
- Arthur Woodman
- Fionna Wyman (Psi-Borg)
- Xao
- Yoyo
- Barone Helmut Zemo
- Huang Zhu
- Arnim Zola
- Hydra Four
  - Bowman (versione Hydra di Occhio di Falco)
  - Forza Tattica (versione Hydra di Iron Man)
  - Martello (versione Hydra di Thor)
- Militante (versione Hydra di Capitan America)

## Altre versioni

### Amalgam
Nell'universo Amalgam, l'Hydra è guidata da Lex Luthor (Teschio Verde) e presenta un'uniforme pressoché identica a quella originale, eccetto che le lenti della maschera sono nere invece che rosse.

### Exiles
In una delle dimensioni alternative visitate dagli Exiles (Terra 1720), l'Hydra, comandata da Susan Storm (Madame Hydra) e dal suo amante, Wolverine, è riuscita nell'intento di conquistare il mondo e tra i suoi agenti figurano superumani quali Capitan Hydra e Slaymaster.

### Ultimate
Nell'universo Ultimate l'Hydra è un'organizzazione antigovernativa di schieramento politico imprecisato che, tra i suoi affiliati, conta anche Modi (figlio di Thor). Quando Marvin Flumm diviene il nuovo direttore dello S.H.I.E.L.D., essi tentano di controllare mentalmente quest'ultimo affinché uccida il Presidente degli Stati Uniti, e Cassie Lang affinché attacchi Spider-Man; i loro piani vengono tuttavia fermati sia dallo S.H.I.E.L.D. che dagli Ultimates e, successivamente, Nick Fury si infiltra al loro interno con l'alias di "Scorpio".

## Altri media

### Marvel Cinematic Universe
Nel media franchise del Marvel Cinematic Universe, l'Hydra è uno degli avversari più ricorrenti comparendo, più o meno direttamente, in numerosi film e in quasi tutte le serie televisive. In tale versione l'organizzazione è l'ex-dipartimento nazista di scienze avanzate ed è stata fondata da Johann Schmidt (Teschio Rosso), il design delle loro divise risulta inoltre leggermente alterato, essendo di un verde molto più scuro, con una maschera simile a una sorta di elmetto e le lenti nere. Il credo dell'organizzazione è che, per il suo stesso bene, l'umanità non debba essere libera:
- In Captain America - Il primo Vendicatore (2011) l'Hydra, guidata dal Teschio Rosso, si impossessa di un misterioso manufatto chiamato Tesseract, grazie al quale sviluppa armi incredibilmente avanzate con cui tenta il dominio del mondo affrontando ripetutamente Captain America nel corso della seconda guerra mondiale, al termine della quale viene sconfitta e, apparentemente, sciolta.
- L'Hydra compare come antagonista principale più ricorrente nella serie televisiva Agents of S.H.I.E.L.D.,[52] trasmessa dal 2013 dalla ABC.[53]
- In Captain America: The Winter Soldier (2014) viene rivelato che l'Hydra si è riassemblata alla fine della guerra infiltrandosi nello S.H.I.E.L.D. e in numerose altre organizzazioni governative. Nick Fury, Captain America, la Vedova Nera, Maria Hill e Falcon riescono però a smascherare e sconfiggere gli agenti doppiogiochisti, sebbene ciò comporti lo smantellamento dell'agenzia.
- In Avengers: Age of Ultron (2015) il Barone Strucker, nuovo leader dell'Hydra, servendosi dello scettro chitauriano usato da Loki durante la battaglia di New York, potenzia i gemelli nativi di Sokovia Wanda e Pietro Maximoff ma, dopo uno scontro con gli Avengers, viene arrestato e in seguito ucciso in cella da Ultron.
- In Ant-Man (2015) un manipolo di agenti dell'Hydra guidati da Mitchell Carson tenta di acquistare il Calabrone da Darren Cross.
- In Captain America: Civil War (2016) Helmut Zemo rintraccia e uccide numerosi agenti dell'Hydra per ottenere le informazioni sul condizionamento del Soldato d'Inverno, sulla struttura in Siberia dove fu eseguito e sull'omicidio degli Stark.
- In Avengers: Infinity War (2018) il Teschio Rosso ritorna e si scopre che è diventato il custode della Gemma dell'anima.
- In Avengers: Endgame (2019) il Teschio Rosso ricompare sempre come custode della gemma dell'anima. Spiegando a Clint Barton / Occhio di Falco/Ronin e Natasha Romanoff / Vedova Nera, che per aver avere la gemma è necessario un sacrificio umano, l'anima per un'altra anima. Inoltre, dopo la battaglia di New York, si scopre che gli agenti dell'Hydra, che a quei tempi erano identificati sotto copertura come agenti dello S.H.I.E.L.D., cercano di ottenere lo scettro di Loki e il Tesseract. Ma Captain America riesce a convincerli a dare lo scettro, mentre il Tesseract, nel tentativo di Scott Lang e Tony Stark di prenderlo, finisce nelle mani del Loki di quella linea temporale che fugge via.
- L'Hydra compare in un flashback nella miniserie televisiva WandaVision (2021).
- L'Hydra compare anche nella serie animata What If...? (2021).

### Televisione
- In un episodio della serie animata L'incredibile Hulk, il protagonista e She-Hulk affrontano l'Hydra.
- L'Hydra è il nemico principale nel film TV del 1998 Nick Fury.
- In X-Men: Evolution, l'Hydra è la responsabile della creazione di X-23.
- L'Hydra compare in un episodio di Super Hero Squad Show.
- Nella trama di Avengers - I più potenti eroi della Terra, l'Hydra occupa un ruolo di primo piano.
- L'Hydra compare più volte in Ultimate Spider-Man.
- Nella serie animata Avengers Assemble, l'Hydra è una presenza ricorrente.
- L'Hydra compare nell'anime Disk Wars: Avengers.
- L'Hydra compare anche nell'anime Future Avengers.

### Animazione
- L'Hydra compare nel film d'animazione Ultimate Avengers 2, prodotto dai Marvel Studios e distribuito direttamente in home video da Lions Gate Entertainment nel 2006.
- Nel film animato del 2013 Iron Man & Hulk: Heroes United, l'Hydra assolda Abominio per combattere i due supereroi.
- Nel film d'animazione del 2014 Iron Man & Captain America: Heroes United, l'Hydra è l'avversario principale.

### Videogiochi
- In X-Men: Il gioco ufficiale, ispirato ai film X-Men 2 e X-Men - Conflitto finale, l'Hydra, comandata da Silver Samurai, è una dei principali antagonisti, responsabile anche della creazione di Master Mold e delle Sentinelle.
- L'Hydra è l'avversario del videogioco per Sega 32X Spider-Man: Web of Fire.
- In Marvel vs. Capcom 3: Fate of Two Worlds l'Hydra è un avversario intermedio.
- L'Hydra è l'antagonista centrale di Captain America: Il super soldato.
- In Marvel: Avengers Alliance compare l'Hydra ed i suoi membri principali sono il Barone Helmut Zemo, Moonstone e Viper.
- Gli agenti dell'Hydra sono avversari riempitivi dei livelli di Avengers Initiative[54].
- L'Hydra compare nel MMORPG Marvel Heroes.
- Gli agenti dell'Hydra sono presenti in LEGO Marvel Super Heroes.